# 'Til We're Dead
'Til We're Dead är den svenska popgruppen Eskobars debutalbum, utgivet 1 april 2000.
'Til We're Dead producerades av Lars Halapi. Det spelades in i Södra studion i Stockholm.
Från albumet släpptes singlarna "On a Train" (1999), "Good Day for Dying" (2000) och "Tumbling Down" (2000). Ingen av singlarna nådde någon listplacering. Albumet låg fyra veckor på Svenska albumlistan, som bäst på plats 46.
Flera låtar från albumet har använts i olika filmer. "Tumbling Down" spelas i filmen Om inte (2001) och TV-filmen Seventeen - Mädchen sind die besseren Jungs (2003). "On a Train" finns med i TV-serien Brothers & Sisters (avsnittet Freeluc.com, 2010). "Someone Told Me" och "Angels" spelas i filmen Buss till Italien (2005).

## Låtlista
Alla låtar är skrivna av Eskobar.
1. "Tumbling Down" – 3:40
2. "On a Train" – 3:13
3. "Good Day for Dying"	– 3:31
4. "Sun in My Eyes" – 3:20
5. "Angels"	 – 3:17
6. "Someone Told Me" – 3:46
7. "So" – 2:59
8. "She's Not Here" – 3:58
9. "Love" – 3:09
10. "On My Side" – 3:36

### Europeisk utgåva
1. "Tumbling Down" – 3:40
2. "On a Train" – 3:13
3. "Good Day for Dying"	– 3:31
4. "Sun in My Eyes" – 3:20
5. "Angels"	 – 3:17
6. "Someone Told Me" – 3:46
7. "So" – 2:59
8. "She's Not Here" – 3:58
9. "Love" – 3:09
10. "On My Side" – 3:36
11. "Tumbling Down" (Dead. Mono Version) – 3:36

## Mottagande
Nöjesguiden gav skivan ett övervägande negativt omdöme och skrev "Att som någon kalla dem för vårens största svenska debutanthopp är att överdriva rätt gravt, men emellanåt har de något som gör att man lyssnar mer än pliktskyldigt" Dagens skiva var desto mer positiv och gav skivan betyget 9/10.  Recensenten Fredrik Welander kallade albumet för en "enastående debut" och skrev "Plattan är jämn, men det finns några höjdpunkter. Inledande ”Tumbling Down” är nästan ett mästerverk. Nämnda ”Good Day for Dying” likaså. ”She's Not Here” är också en höjdare”. Men som sagt. Eskobar känns som ett helgjutet album-band."
'Til We're Dead nominerades till en Grammis 2001 i kategorin "Årets pop/rock".

## Listplaceringar
| Lista (2000) | Topplacering |
| ------------ | ------------ |
| Sverige      | 46           |